# Nera White
Nera White (Condado de Macon, Tennessee, 15 de noviembre de 1935 - Gallatin, Tennessee, 13 de abril de 2016) fue una deportista y baloncestista estadounidense. 
Forma parte del Salón de la Fama de Baloncesto desde 1992.